# Ingemar Bygdestam
Ingemar Johan Harald Bygdestam, född 20 februari 1942 i Eskilstuna, är en svensk redigerare, TV-producent och direktör.
Bygdestam började arbeta på televisionen 1967 som filmklippare. En av hans första var filmer kortfilmen Kajsa om en gatumusikant, regisserad av Jonas Sima. I samband med TV2-starten blev han producent på den nya kanalen. Många av Bygdestams filmer tog upp miljöfrågor och 1971 deltog Bygdestam i bildandet av en miljöredaktion på TV2.
1979 utsågs Bygdestam till chef för hela TV2:s faktaredaktion.
I december 1984 lämnade han televisionen för att bli VD för Stockholm Information Service. Han lämnade detta uppdrag 1991.

## Källhänvisningar
1. ↑  Svensk Filmdatabas, Svenska Filminstitutet, Svensk filmdatabas person-ID: 288963.[källa från Wikidata]
2. ↑  Kajsa, Sima.nu
3. ↑  TV-produktion i Sverige : En studie av TV-producenter inom drama och samhällsprogram, Irène Grundberg, Acta Universitatis Upsaliensis , s. 256
4. ↑  I allmänhetens tjänst Arkiverad 4 augusti 2015 hämtat från the Wayback Machine., Ulla B Abrahamsson, Stifelsen Etermedierna i Sverige, s. 58
5. ↑  2283 Sveriges Television AB i Sveriges statskalender 1984
6. ↑  "Långsved blir ny SIS-chef", Dagens Nyheter, 15 maj 1991